# Pili Peña
Pili Peña (n. 4 aprilie 1986, Madrid, Spania) este o sportivă ce a reprezentat Spania, medaliată olimpică. A participat la 4 ediții ale Jocurilor Olimpice (2012, 2016, 2020, 2024) în care a câștigat o medalie de aur și două medalii de argint.